# Marcilly-sur-Tille
Marcilly-sur-Tille is een gemeente in het Franse departement Côte-d'Or (regio Bourgogne-Franche-Comté). De plaats maakt deel uit van het arrondissement Dijon. Marcilly-sur-Tille telde op 1 januari 2022 1.734 inwoners.

## Geografie
De oppervlakte van Marcilly-sur-Tille bedroeg op 1 januari 2022 7,27 vierkante kilometer; de bevolkingsdichtheid was toen 238,5 inwoners per km².
De onderstaande kaart toont de ligging van Marcilly-sur-Tille met de belangrijkste infrastructuur en aangrenzende gemeenten.

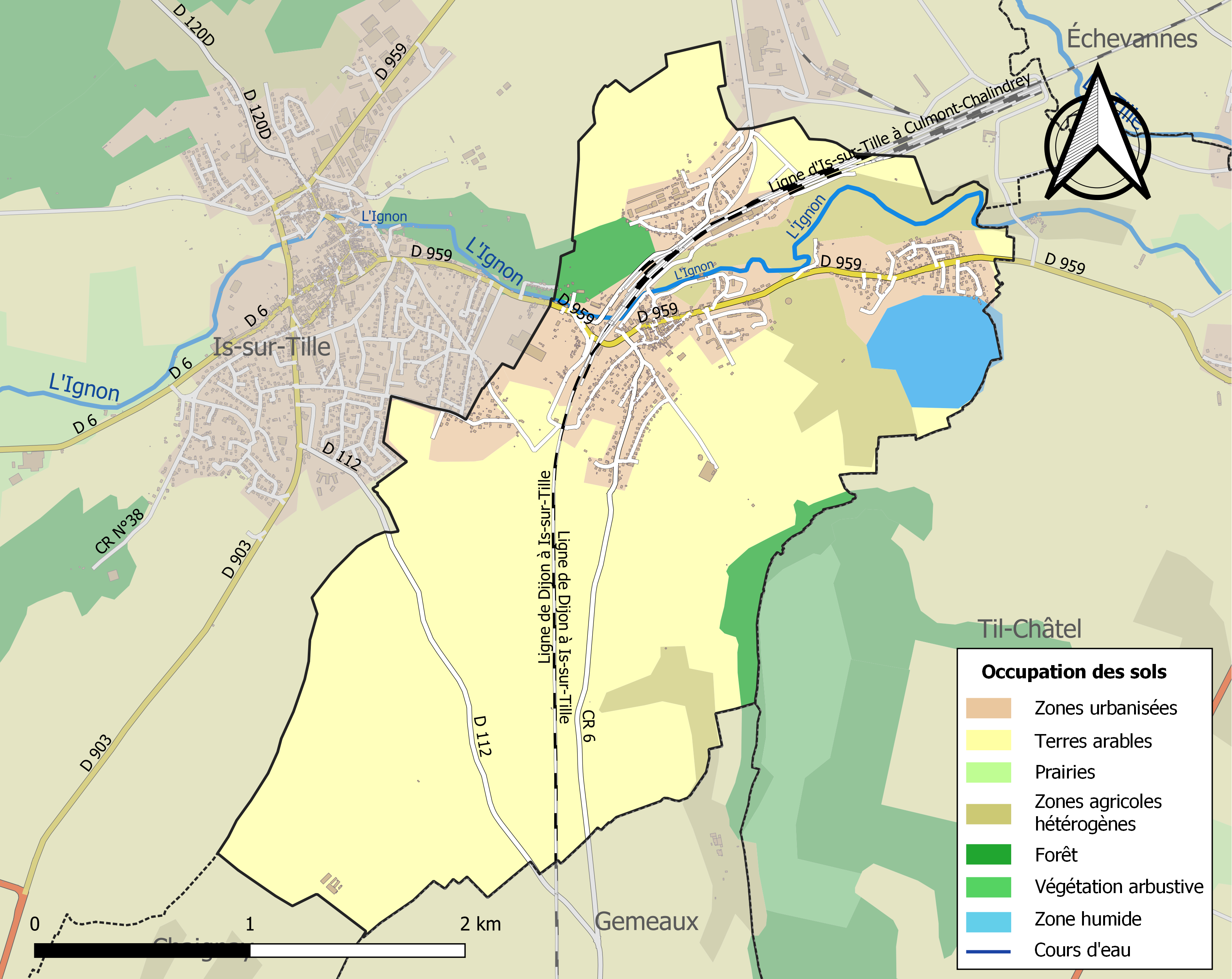

## Demografie
Onderstaande figuur toont het verloop van het inwonertal (bron: INSEE-tellingen).